# 圣昂代奥勒堡
圣昂代奥勒堡（法語：Bourg-Saint-Andéol，法語發音：[buʁ sɛ̃.t‿ɑ̃deɔl]），法国东南部城市，奥弗涅-罗讷-阿尔卑斯大区阿尔代什省的一个市镇，隶属于普里瓦区，其市镇面积为43.7平方公里，2022年1月1日时人口数量为7,506人，在法国城市中排名第1,472位。
圣昂代奥勒堡位于阿尔代什省东南部，罗讷河右岸，隔河与德龙省相望，是一个区域性的中心城市，多条公路在此交汇。

## 地名来源
“昂代奥勒”一名来源于公元二世纪时的维瓦赖主教昂代奥尔，根据记载其灵柩安葬于圣昂代奥勒堡境内。法国大革命时期，圣昂代奥勒堡曾一度更名为“Commune-Libre”，意为“自由市镇”。
该地名“Bourg-Saint-Andéol”在中文谷歌地图及部分中文资料中又被译为布尔圣昂代奥，此名称为谷歌地图从Wikidata上抓取的中文维基早期机翻误译，“Saint-Andéol”发音的末尾字母“l”漏译，且“Bourg”未按《外语地名汉字译写导则 法语》的通名意译规定与主流地名翻译类资料的通名意译习惯意译作“堡”。

## 历史

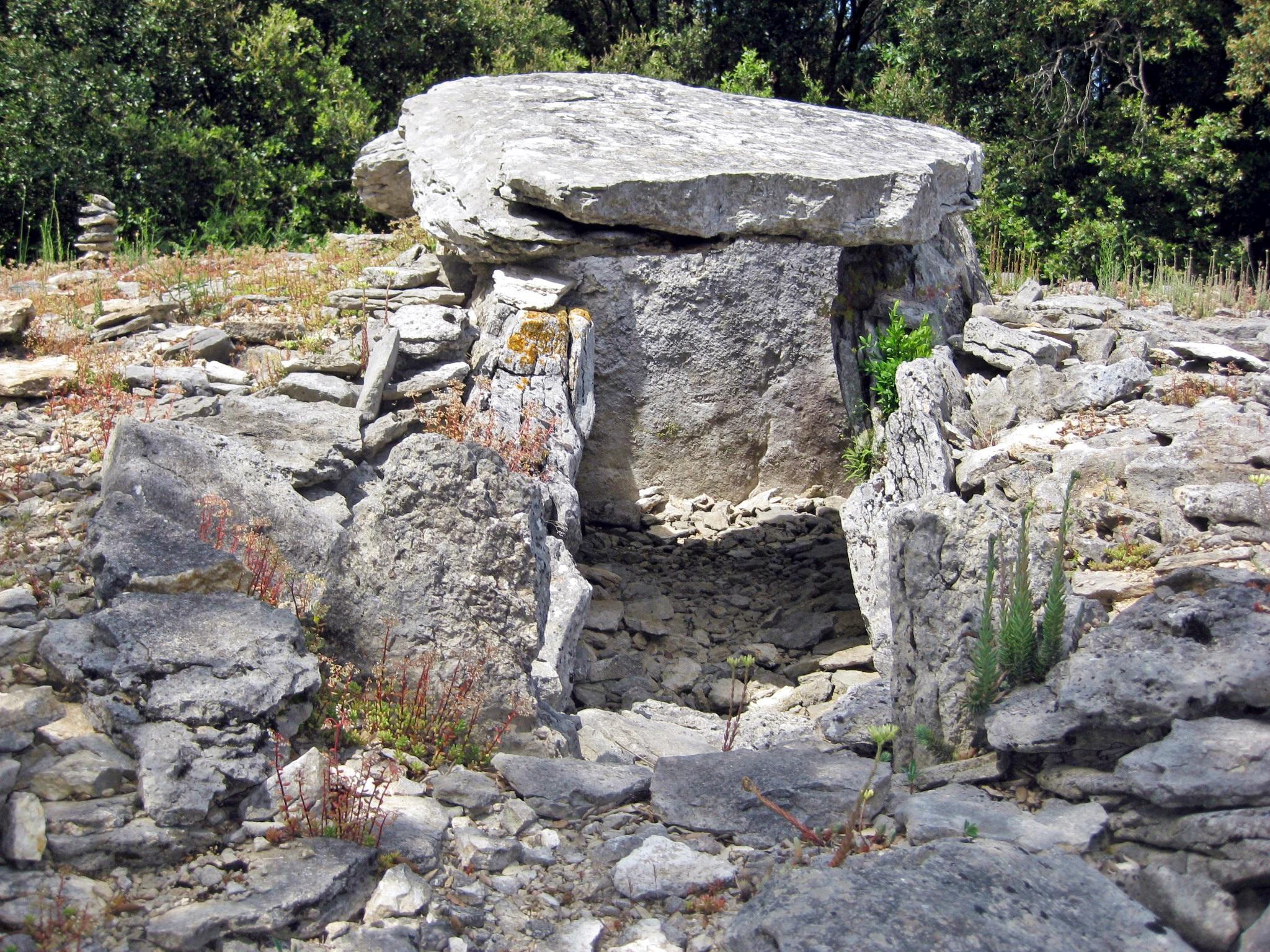
石墓遗址

圣昂代奥勒堡是维瓦赖地区最古老的市镇之一。拉乌勒树林中的石墓证明了这一地区在史前文明时期就已出现人类活动。罗马人的遗址在这一地区依旧可见，例如密特拉神像。自公元九世纪开始，这一地区成为了圣昂代奥勒文化的主要流行地区，而圣昂代奥勒堡因坐拥昂代奥勒的陵墓而成为了这一地区的中心城市。两个重要的罗马式教堂：圣昂代奥勒教堂（Églises de Saint-Andéol）和圣波利卡尔普教堂（Saint-Polycarpe）在这一时期得到修建，并保留至今。中世纪后期开始，得罗讷河水路之便，圣昂代奥勒堡成为了里昂-博凯尔之间的重要商业中转站，境内出现了多家客栈，而以木材加工为主的工业也得到了发展。除此之外，圣昂代奥勒堡还接纳了方济各会的未成年兄弟会，以及两个传教机构：les Ursulines和les Visitandines。公元十七世纪，圣昂代奥勒堡境内修建的“枫丹”（法語：fontaine，意为喷泉）开始为这一地区提供直饮水。法国大革命后，圣昂代奥勒堡成为阿尔代什省的一个市镇。横跨罗讷河的大桥于1828年建成。1888年，圣昂代奥勒堡实现了电力供应，是法国最早通电的城市之一。第二次世界大战期间，圣昂代奥勒堡遭遇了较为严重的破坏。在1944年8月15日的空袭中，圣昂代奥勒堡的悬索桥被炸毁，市区内也遭到了破坏，但大部分古迹得到了保护。被损毁的设施在20世纪70年代全部复建完成。

## 地理

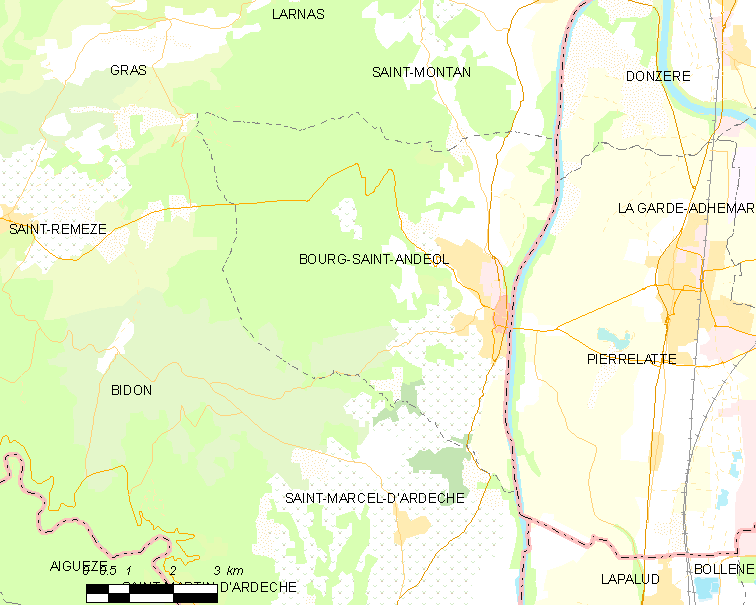
圣昂代奥勒堡市镇范围地图

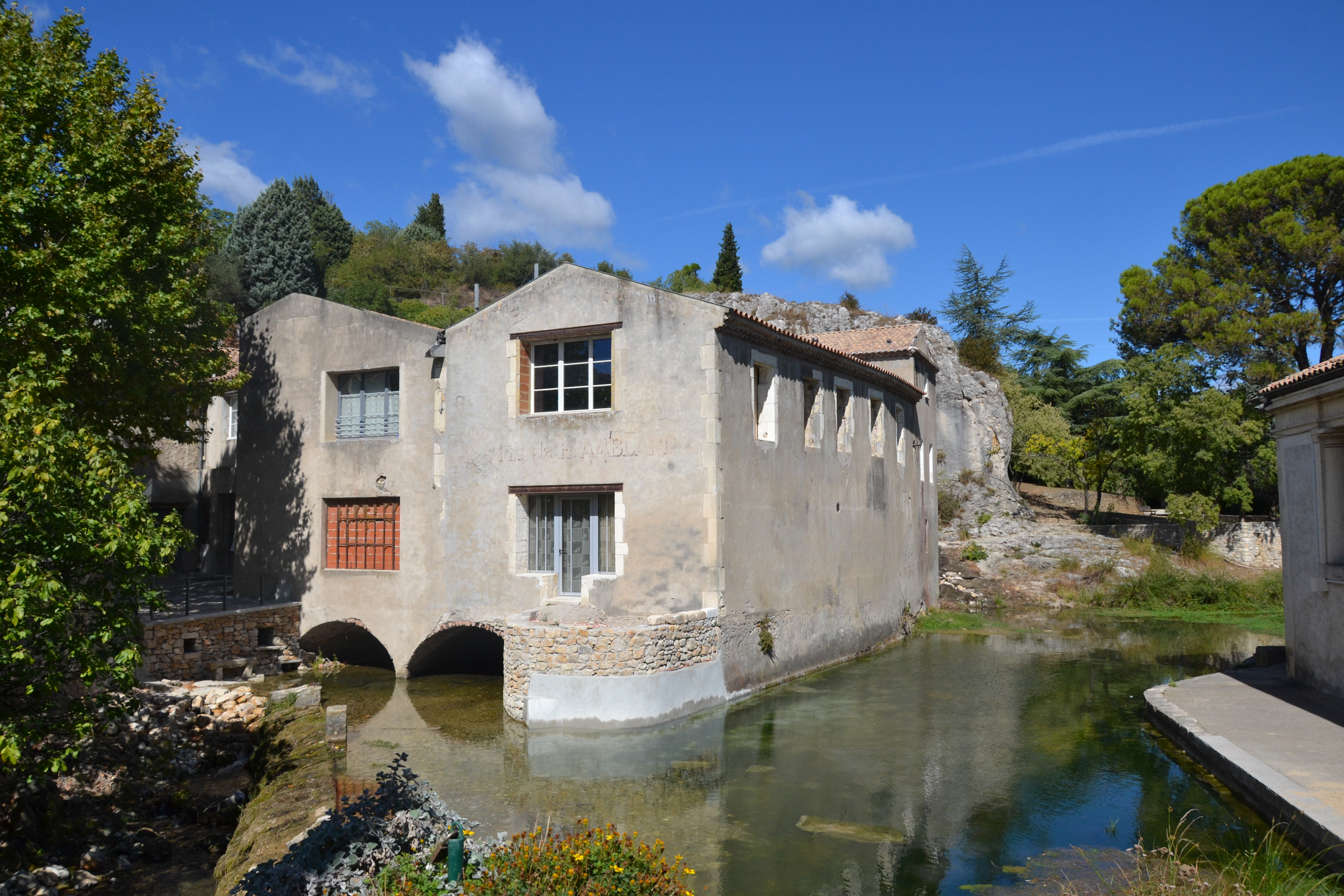
圣昂代奥勒堡的一处磨坊

圣昂代奥勒堡位于法国东南部，奥弗涅-罗讷-阿尔卑斯大区南部和阿尔代什省东南部，距离省会普里瓦大约57公里。与圣昂代奥勒堡接壤的市镇包括：比东、格拉、圣马尔塞达尔代克、圣蒙唐、栋泽尔、皮埃尔拉特。

### 地形
圣昂代奥勒堡位于法国中央高原东南部边缘地带，境内以丘陵和山地为主，市镇中心位于罗讷河右岸的一处山前浅丘地带，市镇范围西部为山地，全境海拔在48到415米之间。

### 水文
罗讷河干流自北向南流经圣昂代奥勒市区东侧，另有图尔讷溪、萨尔达涅溪（ruisseau de Sardagne）和蓬皮埃尔溪（ruisseau de Pontpierre）在圣昂代奥勒堡境内注入罗讷河。

### 植被
圣昂代奥勒堡属于温带阔叶混交林区与地中海常绿硬叶林区的过渡地带，常见自然植被以栎属类植物、欧石楠、栗树为主，林地主要分布于罗讷河沿岸以及市区西侧的巨人树林（Bois des Géantes）和拉乌勒树林（Bois de Laoul）等地。
在鲜花城市的评比中，圣昂代奥勒堡被评为2星级鲜花城市。

### 气候
圣昂代奥勒堡在柯本气候分类法中属于温带海洋性气候中属于带有温带特征的地中海气候，日照充足，因地形原因，当地秋冬季节常出现密史特拉风（Mistral），气温骤降。
圣昂代奥勒堡境内设有气象站，以下为该气象站的数据（其中日照数据取自蒙特利马尔气象站）：
| 圣昂代奥勒堡1981年－2019年 | 圣昂代奥勒堡1981年－2019年 | 圣昂代奥勒堡1981年－2019年 | 圣昂代奥勒堡1981年－2019年 | 圣昂代奥勒堡1981年－2019年 | 圣昂代奥勒堡1981年－2019年 | 圣昂代奥勒堡1981年－2019年 | 圣昂代奥勒堡1981年－2019年 | 圣昂代奥勒堡1981年－2019年 | 圣昂代奥勒堡1981年－2019年 | 圣昂代奥勒堡1981年－2019年 | 圣昂代奥勒堡1981年－2019年 | 圣昂代奥勒堡1981年－2019年 | 圣昂代奥勒堡1981年－2019年 |
| 月份                       | 1月                        | 2月                        | 3月                        | 4月                        | 5月                        | 6月                        | 7月                        | 8月                        | 9月                        | 10月                       | 11月                       | 12月                       | 全年                       |
| -------------------------- | -------------------------- | -------------------------- | -------------------------- | -------------------------- | -------------------------- | -------------------------- | -------------------------- | -------------------------- | -------------------------- | -------------------------- | -------------------------- | -------------------------- | -------------------------- |
| 历史最高温 °C（°F）        | 18 (64)                    | 23.2 (73.8)                | 29.2 (84.6)                | 32.8 (91.0)                | 36 (97)                    | 39.6 (103.3)               | 42 (108)                   | 41.4 (106.5)               | 41.2 (106.2)               | 30.8 (87.4)                | 24.2 (75.6)                | 22.8 (73.0)                | 42 (108)                   |
| 平均高温 °C（°F）          | 9 (48)                     | 10.5 (50.9)                | 14.8 (58.6)                | 17.6 (63.7)                | 22.6 (72.7)                | 26.1 (79.0)                | 30.7 (87.3)                | 30.1 (86.2)                | 26.1 (79.0)                | 19.7 (67.5)                | 13.5 (56.3)                | 10.1 (50.2)                | 19.2 (66.6)                |
| 日均气温 °C（°F）          | 5.7 (42.3)                 | 6.7 (44.1)                 | 10.3 (50.5)                | 12.8 (55.0)                | 17.2 (63.0)                | 20.5 (68.9)                | 24.5 (76.1)                | 24.1 (75.4)                | 20.8 (69.4)                | 15.7 (60.3)                | 10.1 (50.2)                | 7.2 (45.0)                 | 14.6 (58.3)                |
| 平均低温 °C（°F）          | 2.4 (36.3)                 | 3 (37)                     | 5.9 (42.6)                 | 8.1 (46.6)                 | 11.8 (53.2)                | 15 (59)                    | 18.4 (65.1)                | 18 (64)                    | 15.6 (60.1)                | 11.7 (53.1)                | 6.8 (44.2)                 | 4.3 (39.7)                 | 10.1 (50.2)                |
| 历史最低温 °C（°F）        | −15.2 (4.6)                | −13.8 (7.2)                | −7.1 (19.2)                | −2.1 (28.2)                | 1 (34)                     | 4 (39)                     | 6 (43)                     | 8.5 (47.3)                 | 4 (39)                     | −2 (28)                    | −5 (23)                    | −12 (10)                   | −15.2 (4.6)                |
| 平均降水量 mm（）          | 68.4 (2.69)                | 46.7 (1.84)                | 47.2 (1.86)                | 84.5 (3.33)                | 79.9 (3.15)                | 55 (2.2)                   | 42.9 (1.69)                | 56.4 (2.22)                | 103.8 (4.09)               | 140.5 (5.53)               | 99.2 (3.91)                | 74.5 (2.93)                | 899 (35.4)                 |
| 月均日照時數               | 104.9                      | 134.5                      | 200                        | 214.6                      | 255.3                      | 295.5                      | 327.3                      | 293.6                      | 224.5                      | 152.3                      | 110.3                      | 92.1                       | 2,404.9                    |
| 来源：infoclimat.fr        |                            |                            |                            |                            |                            |                            |                            |                            |                            |                            |                            |                            |                            |

## 行政区划
圣昂代奥勒堡是法国奥弗涅-罗讷-阿尔卑斯大区阿尔代什省的一个市镇，编号为07042。圣昂代奥勒堡隶属于普里瓦区和阿尔代什省第一选区，管理圣昂代奥勒堡县，同时也是罗讷河至阿尔代什峡谷市镇公共社区的办公驻地。
法国国家统计与经济研究所（简称）在进行数据统计时，未将圣昂代奥勒堡划入任何城市核心区及城市区（）内。自2020年起，圣昂代奥勒堡被划入包含17个市镇的皮埃尔拉特城市辐射区内。此外，还将圣昂代奥勒堡市镇分为了3个“块区”（IRIS），以便于统计人口分布情况。

## 交通

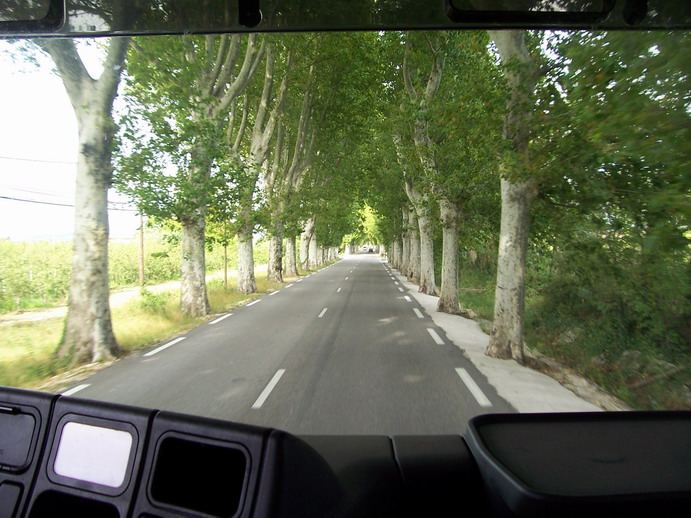
圣昂代奥勒附近的公路

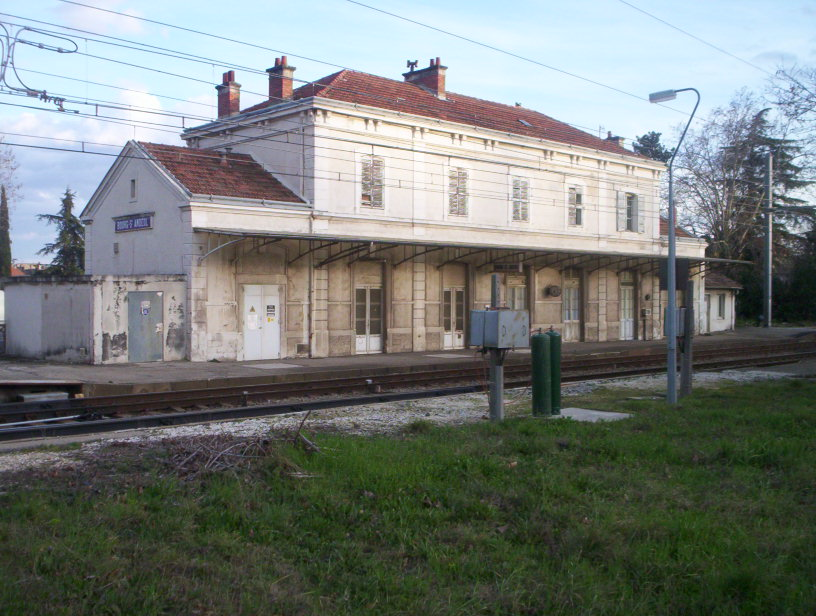
原圣昂代奥勒火车站站房

### 公路
阿尔代什省省道D4线、D86线和D358线在圣昂代奥勒堡境内交汇，并通过公路桥向东连接德龙省公路网。距离圣昂代奥勒堡最近的高速公路出入口为法国国家A7号高速公路的18号（蒙特利马尔南）出入口，车程在20分钟左右。奥弗涅-罗讷-阿尔卑斯大区下属的城际客运提供巴士线路，可前往蒙特利马尔及皮埃尔拉特。
2018年，72.2%的圣昂代奥勒堡家庭拥有至少一辆私人汽车。2018年，圣昂代奥勒堡境内共发生各类交通事故2起，造成1人遇难，3人受伤。

### 铁路
圣昂代奥勒堡位于日沃尔－格勒藏铁路上，该铁路自1973年起改为纯货运铁路，原有的圣昂代奥勒火车站被废弃，站房另作他用。距离圣昂代奥勒堡最近的运营中的客运铁路车站为6公里外的皮埃尔拉特站，该站停靠往返于里昂和马赛一线的区域列车。

### 航空
距离圣昂代奥勒堡最近的客运航空机场为68公里外的阿维尼翁-普罗旺斯机场，该机场开行前往南安普顿和伯明翰的固定航班。

### 城市公共交通
截至2021年12月，圣昂代奥勒堡暂无城市公共交通系统。

## 政治

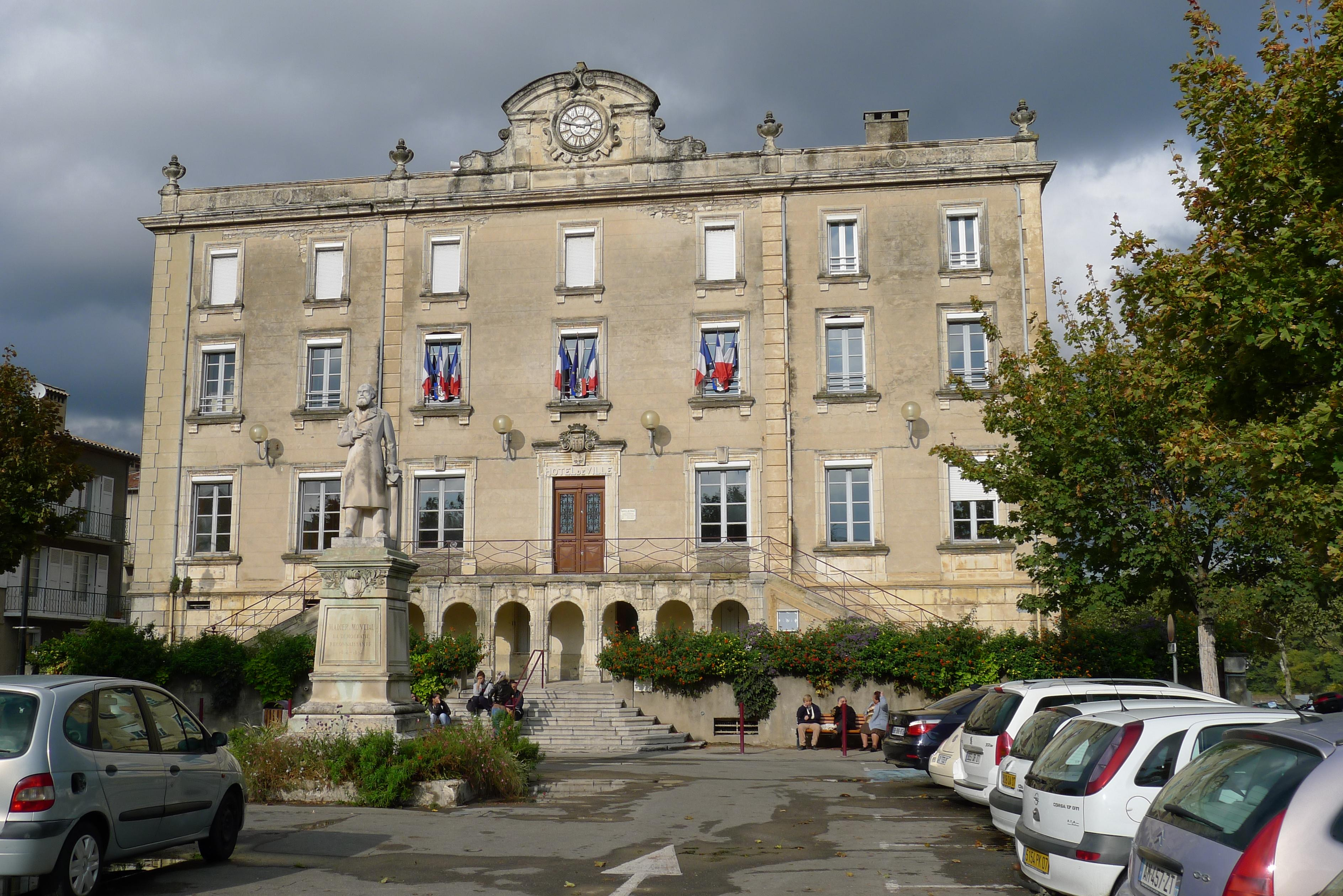
圣昂代奥勒堡市政厅

圣昂代奥勒堡的现任市长为弗朗索瓦丝·戈内-塔巴代尔女士（Françoise Gonnet-Tabardel），她是一名左翼无党派人士的一名成员，在2020年的市政选举中获得了53.69%的支持率。
在2017年的法国总统大选中，法国第25任总统埃马纽埃尔·马克龙在圣昂代奥勒堡获得了51.83%的支持率。
| 圣昂代奥勒堡历届市长 |                                                    |                                                          |
| 任期                 | 市长                                               | 党派                                                     |
| 1944年－1947年       | Édouard Chapre 爱德华·沙普尔                       | PCF法国共产党                                            |
| 1947年－1971年       | Pierre Péri 皮埃尔·佩里                            | SFIO工人国际法国支部 →DVG左翼无党派人士 →UNR新共和国联盟 |
| 1971年－1977年       | Gilbert Maurel 吉勒贝尔·莫雷尔                     | RPR保衛共和聯盟                                          |
| 1977年－1983年       | Georges Courtial 乔治·库尔夏尔                     | PS社会党                                                 |
| 1983年－1989年       | Yves Alméras 伊夫·阿尔梅拉斯                       | PS社会党                                                 |
| 1989年－2001年       | Jean-Marc Serre 让-马克·塞尔                       | RPR保衛共和聯盟                                          |
| 2001年－2014年       | Serge Martinez 塞日·马尔蒂内兹                     | PS社会党                                                 |
| 2014年－2020年       | Jean-Marc Serre 让-马克·塞尔                       | LR共和黨                                                 |
| 2020年－             | Françoise Gonnet-Tabardel 弗朗索瓦丝·戈内-塔巴代尔 | DVG左翼无党派人士                                        |

## 人口
2018年，圣昂代奥勒堡市镇人口数量为7,167，在法国排名第1,472位。其中男性3,442人，女性3,725人，75岁及以上人口占11.8%，外籍人口数量为1,419人，人口密度为164人/平方公里，当地居民被称为（男性）或（女性）。2019年，圣昂代奥勒堡境内出生110人，死亡人口115人。
| 年份   | 1936  | 1946  | 1954  | 1962  | 1968  | 1975  | 1982  | 1990  | 1999  | 2006  | 2007  | 2012  | 2017  | 2018  |
| ------ | ----- | ----- | ----- | ----- | ----- | ----- | ----- | ----- | ----- | ----- | ----- | ----- | ----- | ----- |
| 人口數 | 3,709 | 3,401 | 3,668 | 4,400 | 7,102 | 6,861 | 7,400 | 7,795 | 7,768 | 7,390 | 7,333 | 7,203 | 7,116 | 7,167 |

## 经济

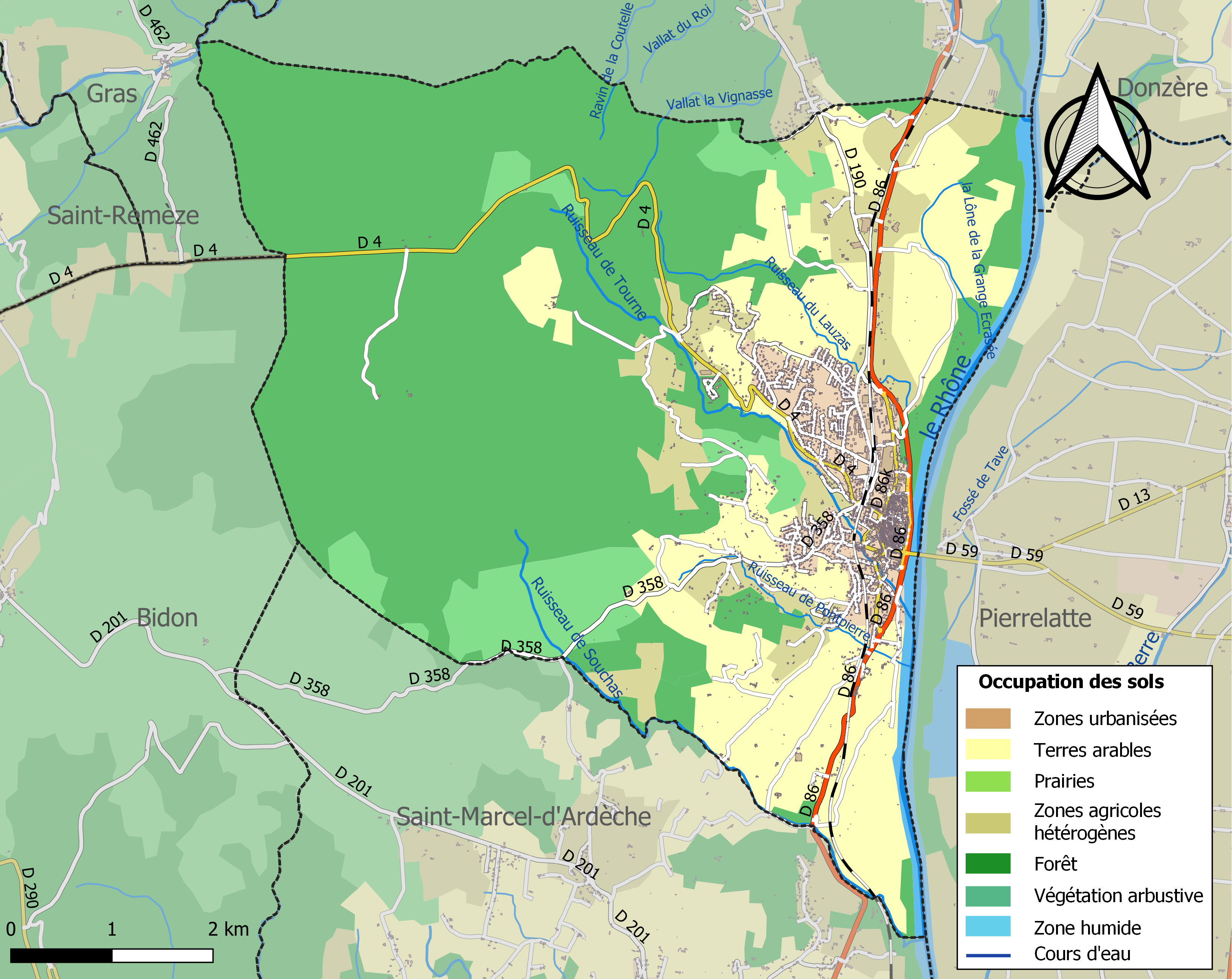
圣昂代奥勒堡土地利用情况地图

截止2021年11月，圣昂代奥勒堡共有各类用人单位（包含自雇）919家，平均历史为16年，其中98.85%为中小型企业（PME）。（工程设计）、（零售）及（农产品销售）是当地2020年营业额最高的三个企业，分别为64,726,220欧元、19,741,650欧元和12,211,280欧元。

## 财政与居民收入
2019年，圣昂代奥勒堡的财政收入总额为6,781,490欧元，财政支出总额为6,405,130欧元，当年的债务总额为5,418,840欧元。2021年，圣昂代奥勒堡共获得1,843,630欧元的国家财政补助，比上一年增加了2.62%。
2019年，圣昂代奥勒堡的人均月收入总额为2,105欧元，其中高级职员为3,413欧元，低于法国平均水平（4,230欧元）；中级职员为2,425欧元，高于法国平均水平（2,411欧元）；普通职员为1,613欧元，低于法国平均水平（1,740欧元）。
2018年，圣昂代奥勒堡境内的青壮年（15至64岁）失业率为18.4%，当地43.8%的家庭拥有纳税资格，平均纳税2,671欧元，低于法国平均水平（3,910欧元）。

## 社会事务

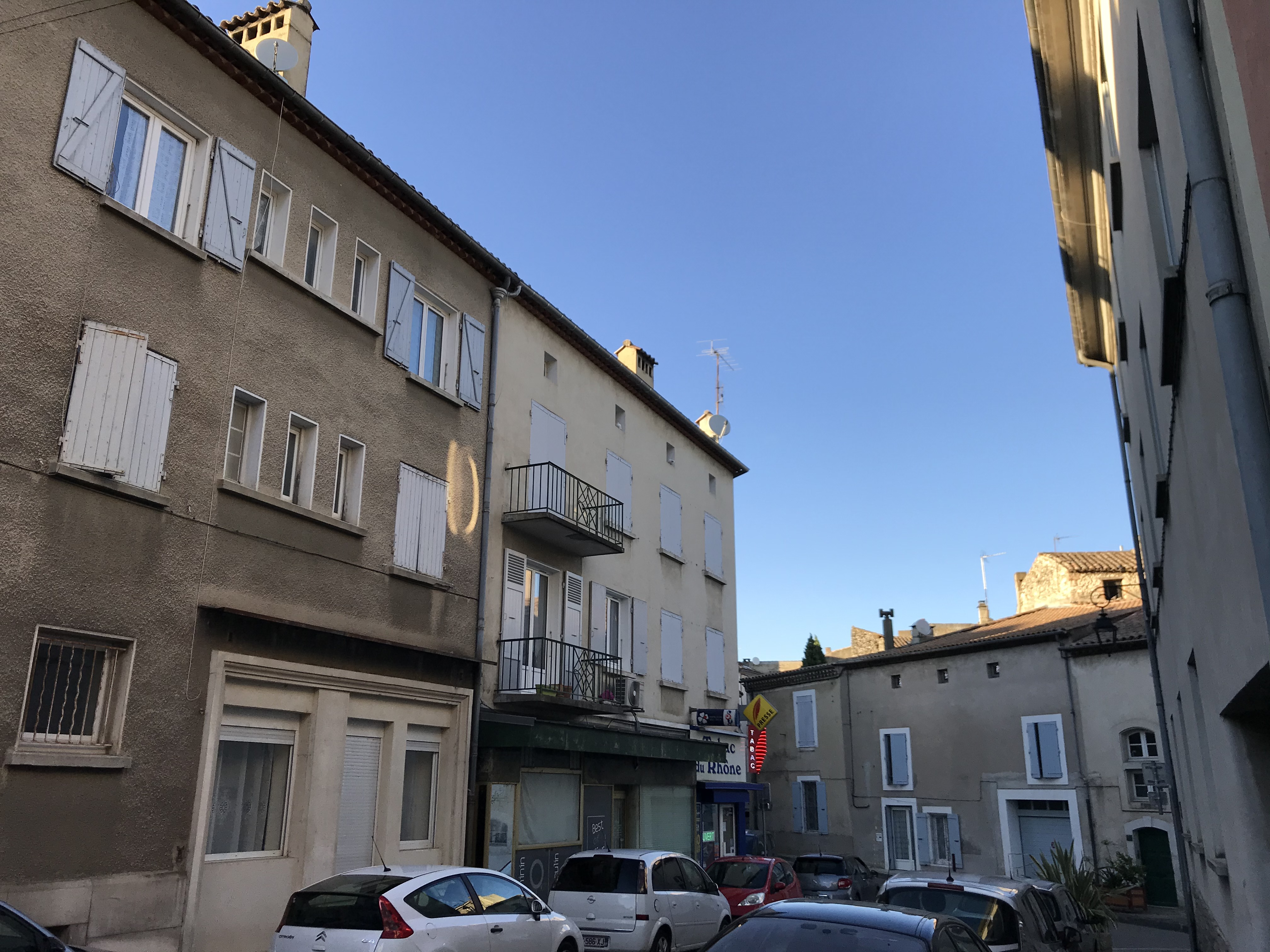
圣昂代奥勒市中心

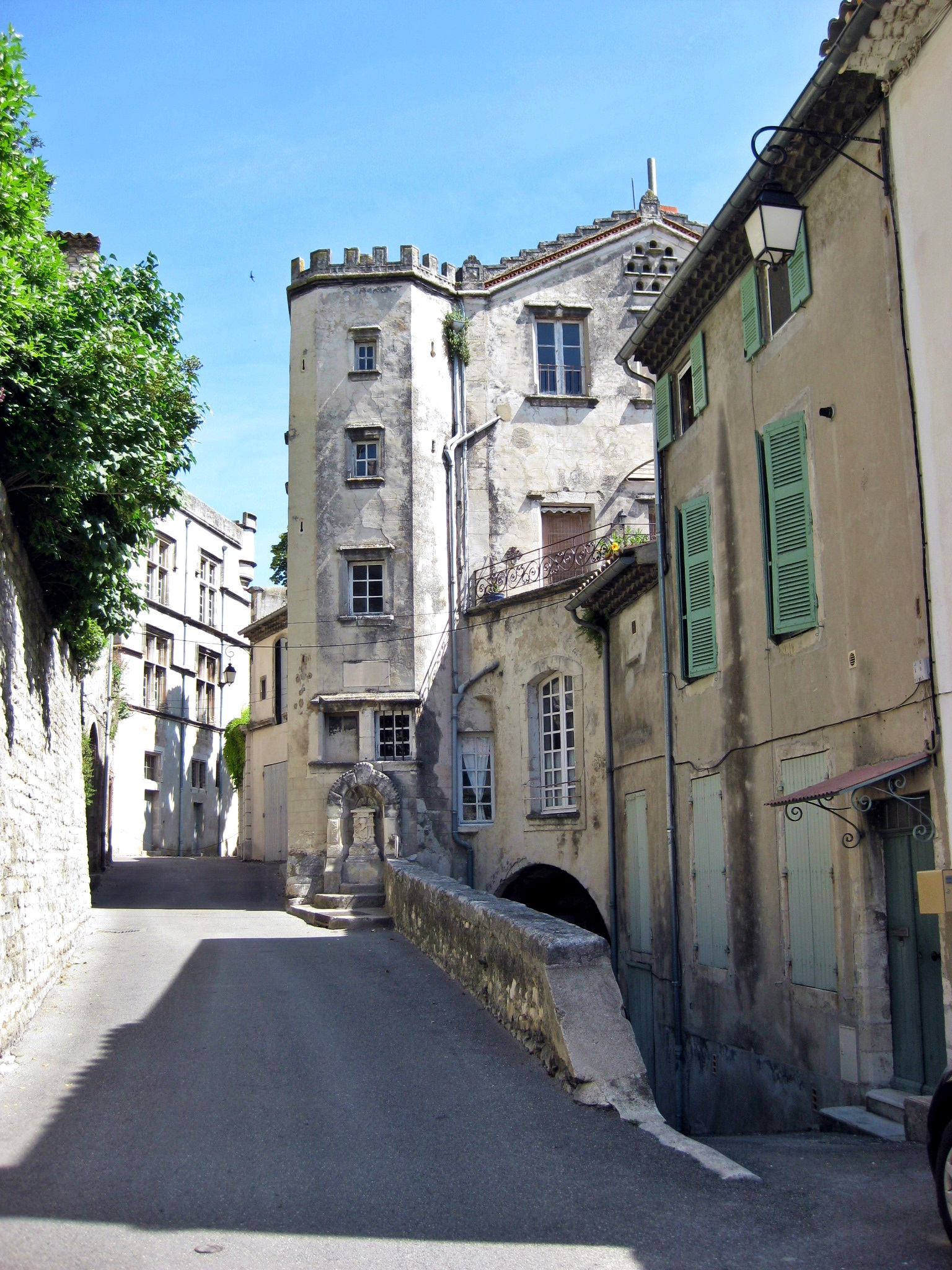
圣女贞德街

### 教育
圣昂代奥勒堡属于格勒诺布尔学区。截止2020年1月1日，圣昂代奥勒堡境内共有3所幼儿园、4所小学、2所初级中学、1所普通高中和1所职业高中。2018至2019学年度，圣昂代奥勒堡境内共有在校中等教育阶段学生1,405名。

### 医疗
截止2020年1月1日，圣昂代奥勒堡境内共有全科医生9名、保健师9名、牙医4名、护士9名和助产士3名。境内共有药房3家、养老院3家。
圣昂代奥勒堡市际中心医院（Hôpital Intercommunal de Bourg-Saint-Andéol）是法国的一个区域性医疗机构，其主病区位于圣昂代奥勒堡市区，设有床位131个，是当地规模最大的公立综合性医院。

### 住房
2018年，圣昂代奥勒堡境内共有各类住房3,788套，其中56%为独立式居民区，43.6%为集中式居民区。常住房屋占圣昂代奥勒堡市镇范围内居民建筑总量的81%。
在住房保障政策方面，2020年，圣昂代奥勒堡境内共有757户家庭获得了住房经济补助，受益人数占总人口数量的10.6%，其中699份为房租补助。

### 商业
2019年，圣昂代奥勒堡境内共有各类实体商铺169家，其中餐厅22家、大型超市2家、杂货店2家、面包房5家、肉铺4家、书店1家、装饰品店2家、银行门店7家、美容美发店13家、汽车维修店12家。市中心建有一家利多超市，市区北部建有开放式商业街区。

### 体育
2020年，圣昂代奥勒堡境内共有3间体育馆、2座综合体育场、6处网球场、3处足球或橄榄球场以及1处篮球或排球场。
截至2021年12月，圣昂代奥勒堡人体育俱乐部（Sporting Club Bourguésan）是当地唯一的注册足球队，2021至2022赛季参加阿尔代什省足球联赛。

### 环境
圣昂代奥勒堡的环境事务由其所属的公共社区负责。2019年，圣昂代奥勒堡境内暂无污染企业。

### 治安
2019年，圣昂代奥勒堡市镇范围内有1处宪兵队和1个城市警卫队。
圣昂代奥勒堡所在地是勒泰伊宪兵总队的管辖范围。2020年，该宪兵总队辖区内共58个市镇累计发生各类案件3,029起，其中盗窃类案件1,357起，经济类案件339起，毒品交易类案件256起。

## 文化
2020年，圣昂代奥勒堡境内暂无任何文化设施。圣昂代奥勒堡市政府提供多媒体中心，向公众全年开放。

### 建筑
圣昂代奥勒堡境内有多处法国国家文物保护单位，其中主教宫、圣昂代奥尔教堂等为当地的地标性建筑物。

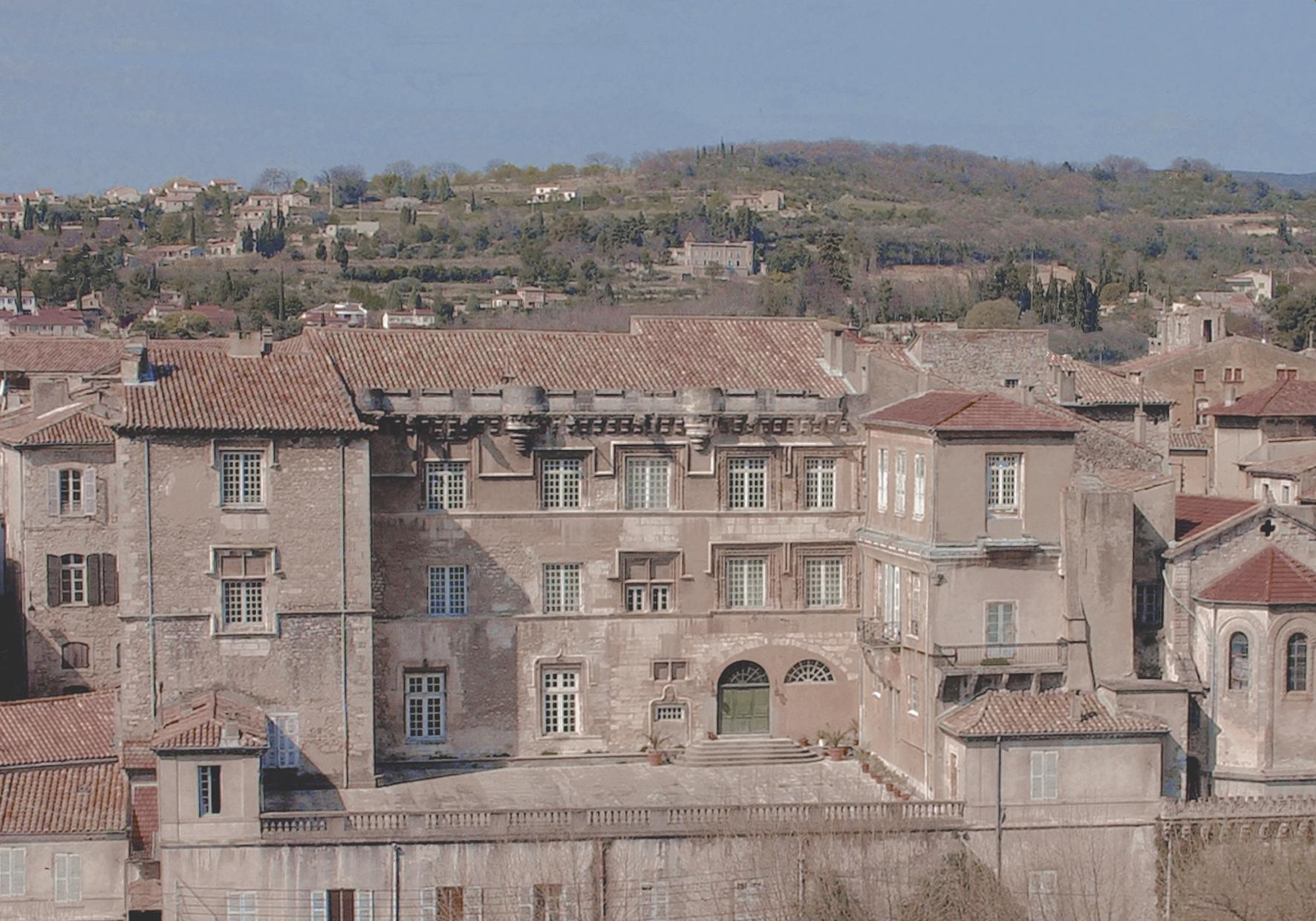
主教宫（法语：Palais des évêques de Bourg-Saint-Andéol）
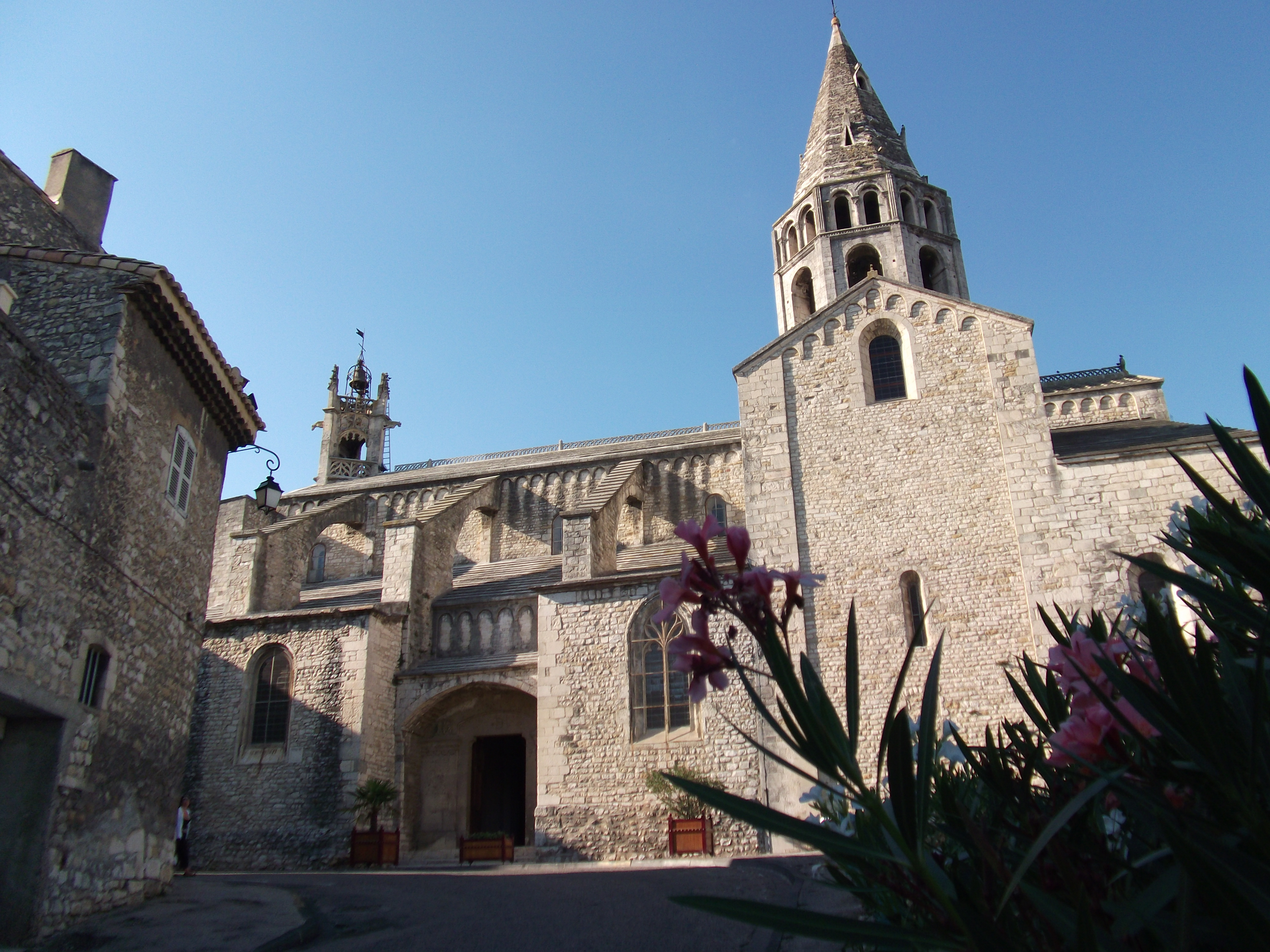
圣昂代奥尔教堂（法语：Église Saint-Andéol de Bourg-Saint-Andéol）
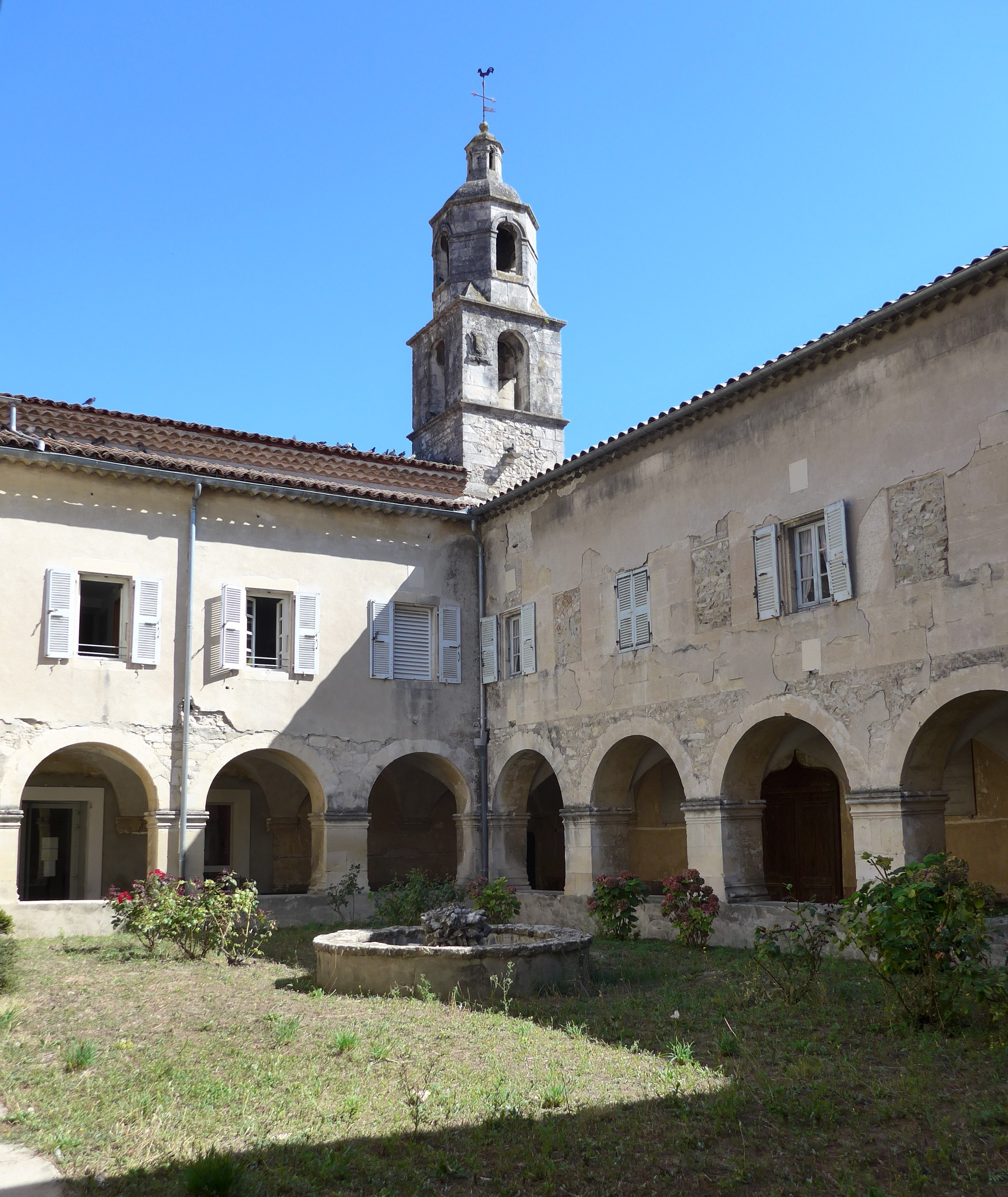
安宁小教堂
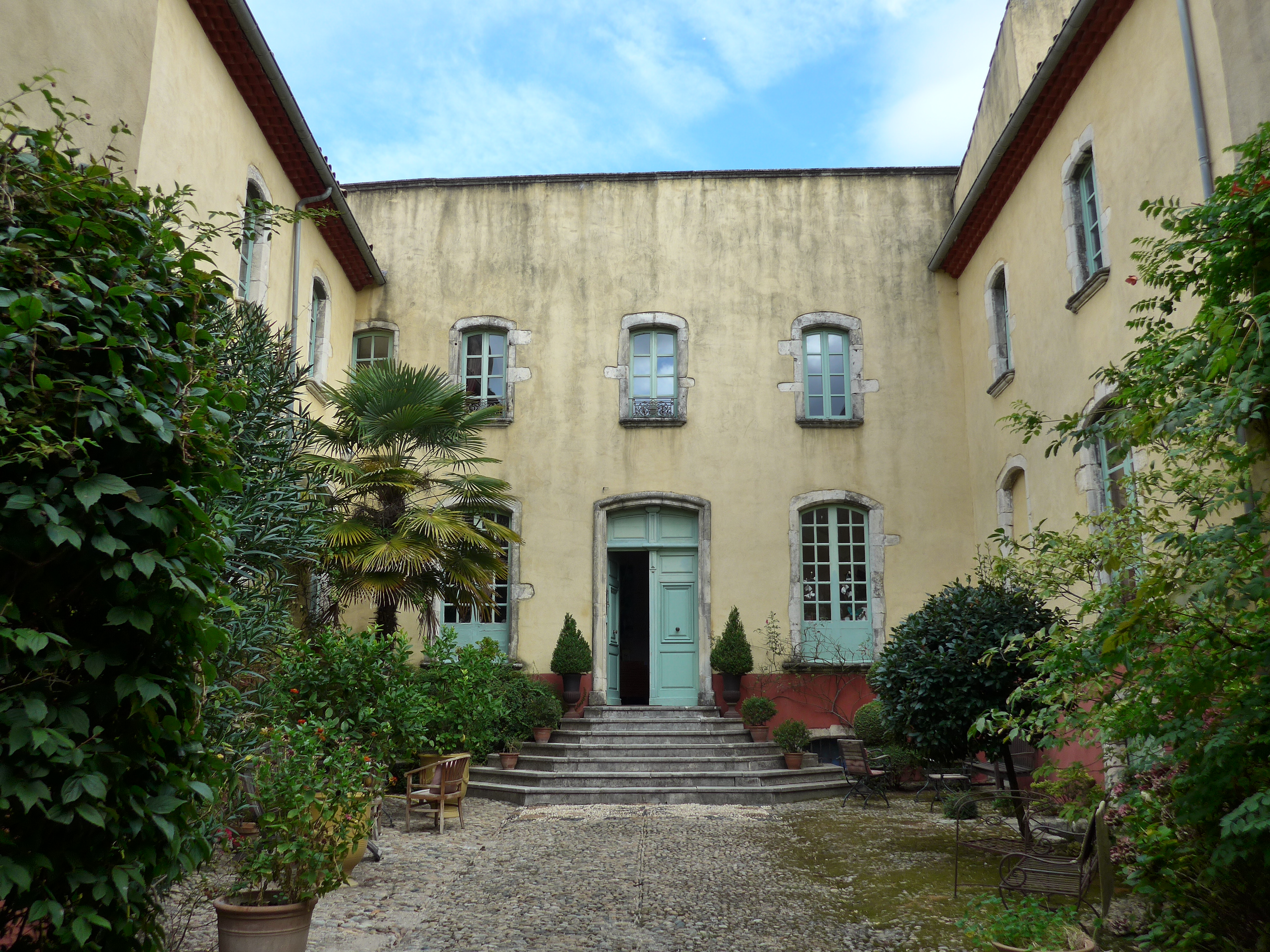
迪瓜讷宫
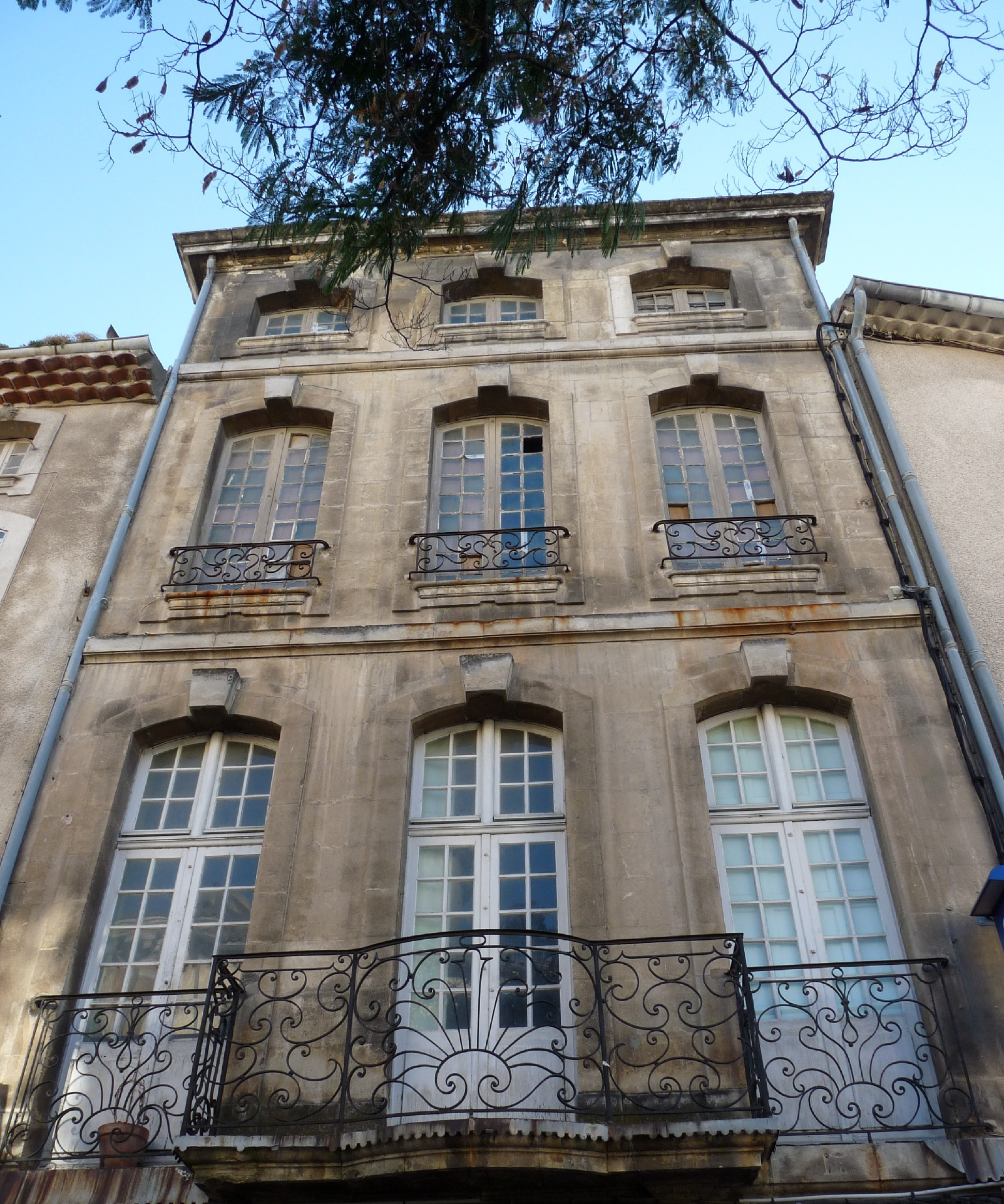
伊莫涅宫
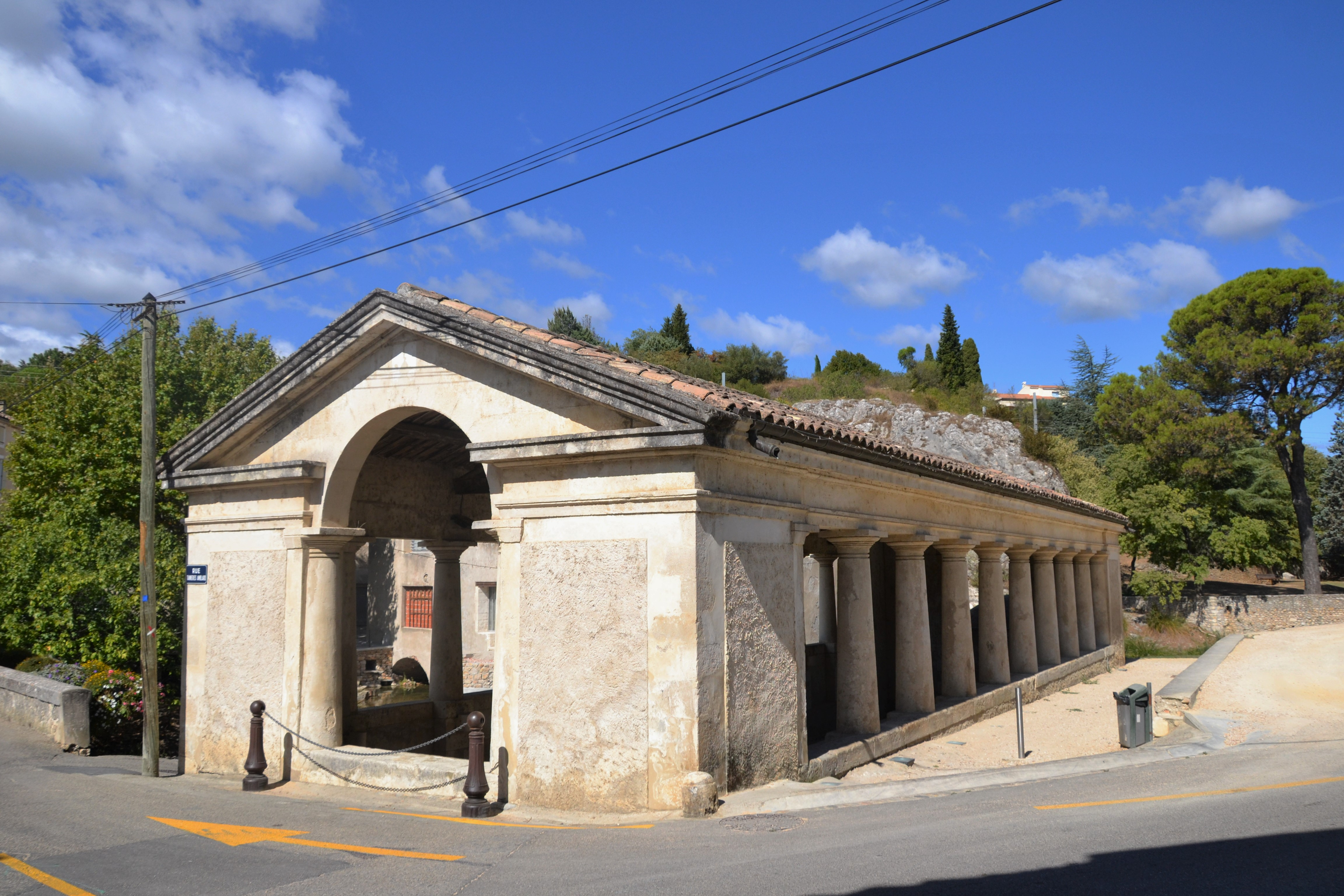
转角庄园
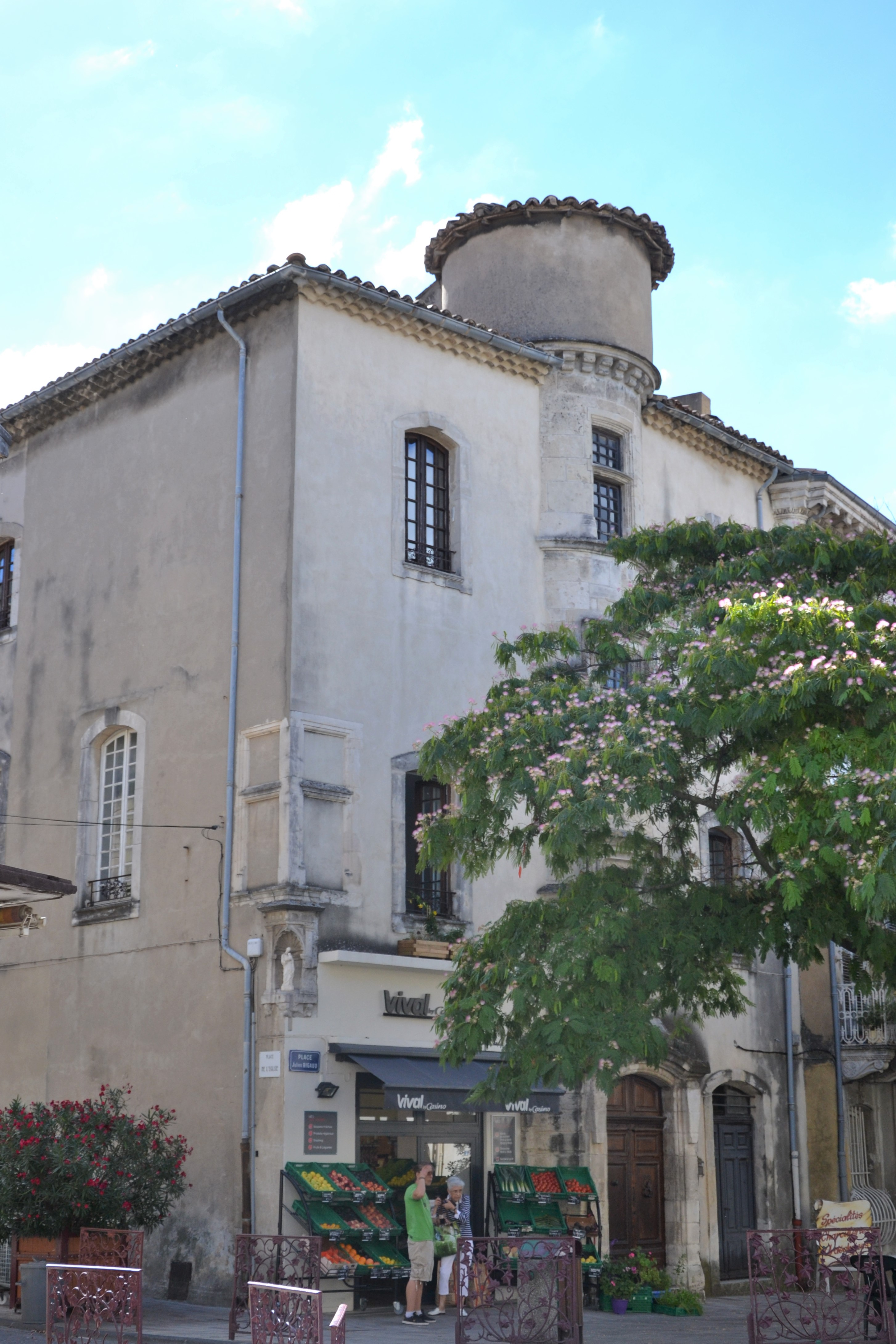
历史民居

### 旅游
圣昂代奥勒堡的旅游事务由其所属的公共社区负责。2021年，圣昂代奥勒堡境内共有2家酒店共计38间房间；另有1个露营地，可容纳共147辆露营车。

### 媒体
法国主要的媒体均可在圣昂代奥勒堡接收，法国电视三台下属的奥弗涅-罗讷-阿尔卑斯大区频道在部分时段播出圣昂代奥勒堡所属区域的地方新闻。当地主要的地方性报刊为自由多菲内，后者是一个每日发行的纸质刊物，其总部设于格勒诺布尔，发行范围为包括阿尔代什省在内的伊泽尔省周边省份。其中圣昂代奥勒堡属于“南阿尔代什分区”。

### 节日活动
圣昂代奥勒堡有多个不同主题的地方性节日及活动：
- 交响乐节（Bouteilles en Bretelles），每年3月举办
- 马戏节（Un Jour au Cirque），每年5月的第一个星期六举办
- 春日节（Le Printemps de Bourg），每年6月举办，以展览会的形式，主要展出当地居民自发收集的各类展品。
- 五旬节展览。五旬节为天主教的传统节日，在圣昂代奥勒堡，五旬节所在的周末会有大规模的聚会游行。
- 万圣节期间，当地会举办名为"RécréABourg"的儿童文艺演出。

此外，圣昂代奥勒堡每周三上午举办综合商业集市。

## 友好城市
截至2021年11月，圣昂代奥勒堡共与三座城市互为友好城市关系：
- 德国 蒙绍
- 匈牙利 奥尔拜蒂尔绍
- 義大利 加贾诺